# Marc Hébert
Marc Hébert est un acteur, monteur, réalisateur et scénariste québécois.

## Biographie
Il est diplômé de l'École nationale de théâtre du Canada en 1968.

## Filmographie

### comme Acteur
- 1971 : Mon enfance à Montréal
- 1976 : Parlez-nous d'amour
- 1982 : Une vie (série TV) : Yvon Paiment
- 1990 : L'Invincible (Mali - Afrique)
- 2002 : Looking for Leonard : Taxi Driver
- 2002 : Séraphin : Un homme et son péché : Richard Bossé
- 2004 : The Prodigy : Ricky
- 2004 : Camping sauvage : Adjoint de Marteau Pilon

### comme Monteur
- 1968 : De mère en fille
- 1971 : Yesterday - Today: The Netsilik Eskimo
- 1972 : Dans nos forêts
- 1976 : L'Interdit
- 1977 : On the Tobacco Road
- 1978 : Ameshkuatan - Les sorties du castor
- 1981 : Kluane
- 1988 : Discussions in Bioethics: The Old Woman
- 1991 : Joseph K.: L'homme numéroté
- 1993 : The Salt Water People

### comme Réalisateur
- 1969 : Sheer Sport
- 1978 : Ameshkuatan - Les sorties du castor
- 1981 : Kluane
- 1987 : Trinité

### comme Scénariste
- 1981 : Kluane